# 진도향교
진도향교(珍島鄕校)는 대한민국 전라남도 진도군 진도읍 교동리에 있는 조선시대의 향교이다. 1985년 2월 25일 전라남도의 문화재자료 제127호로 지정되었다.

## 개요
향교는 공자와 여러 성현께 제사를 지내고 지방민의 교육과 교화를 위해 나라에서 세운 교육기관이다.
진도향교는 조선 세종 20년(1437) 처음 지었으나 정유재란 때 모두 불타버렸다. 그 뒤 인조 원년(1623)에 다시 세웠고 효종 7년(1656)에 지금 자리로 옮긴 것으로 보인다.
앞쪽에는 교육 공간을 두고 뒤쪽에는 제사 공간을 배치하였다. 학생들이 모여 공부하는 강당인 명륜당은 앞면 7칸·옆면 2칸 규모이며, 지붕은 옆면에서 볼 때 여덟 팔(八)자 모양인 팔작지붕이다. 공자를 비롯하여 중국과 우리나라 성현의 위패를 모신 대성전은 높은 축대 위에 세웠다. 앞면 3칸·옆면 3칸의 규모이며, 지붕은 옆면에서 볼 때 사람 인(人)자 모양인 맞배지붕이다. 이 외에도 제사를 지내는 건물로 작은 규모의 동무·서무가 있고, 학생들의 기숙사였던 동재·서재, 출입문인 내·외삼문 등의 부속 건물이 있다.
조선시대에는 나라에서 토지와 노비·책 등을 지원받아 학생을 가르쳤으나, 지금은 교육 기능은 없어지고 제사 기능만 남아 있다.

## 참고 자료
- 진도향교 - 국가유산청 국가유산포털